# پوتسشاو
پوتسشاو (به آلمانی: Pötzschau) یک منطقهٔ مسکونی در آلمان است که در اشپنهاین واقع شده‌است. پوتسشاو ۳۷۴ نفر جمعیت دارد.